# Marc Schneider
Marc Schneider (Thun, 24 juli 1980) is een voormalig Zwitsers voetballer (verdediger) en huidig voetbalcoach. Schneider beëindigde zijn loopbaan in 2012 bij de Zwitserse eersteklasser FC Thun. Voordien speelde hij onder meer voor FC Zürich en BSC Young Boys. Hij werd in juni 2021 aangesteld als hoofdcoach bij het Belgische Waasland-Beveren. Op 28 februari 2022 werd Schneider samen met zijn toenmalige assistent-coach Pascal Cerrone ontslaan.

## Spelerscarrière
Met Zürich werd hij landskampioen in 2006 en 2007. Daarnaast won hij in 2005 de Zwitserse beker met deze club. Schneider was meervoudig Zwitsers jeugdinternational. 

## Trainerscarrière
Schneider stapte na zijn actieve carrière het trainersvak in en loste Ciriaco Sforza af als interim-coach van FC Thun op 1 juli 2015. Hij werd op zijn beurt opgevolgd door de Luxemburger Jeff Saibene. In 2017 werd hij opnieuw aangesteld als hoofdcoach bij FC Thun. In december 2020 besloot de club om de samenwerking te beëindigen. In juni 2021 maakte het Belgische Waasland-Beveren bekend dat het Schneider aangesteld had als nieuwe hoofdcoach, hij volgde er Nicky Hayen op die de club verliet nadat het behoud in hoogste afdeling niet afgedwongen kon worden. Na een reeks slechte resultaten werd Schneider samen met zijn assistent-coach Pascal Cerrone ontslaan bij Waasland-Beveren. De club liet toen geen verdere informatie geven over het ontslag.

## Erelijst
FC Zürich
- Landskampioen

2006, 2007
- Zwitserse beker

2005